# Robin R3000

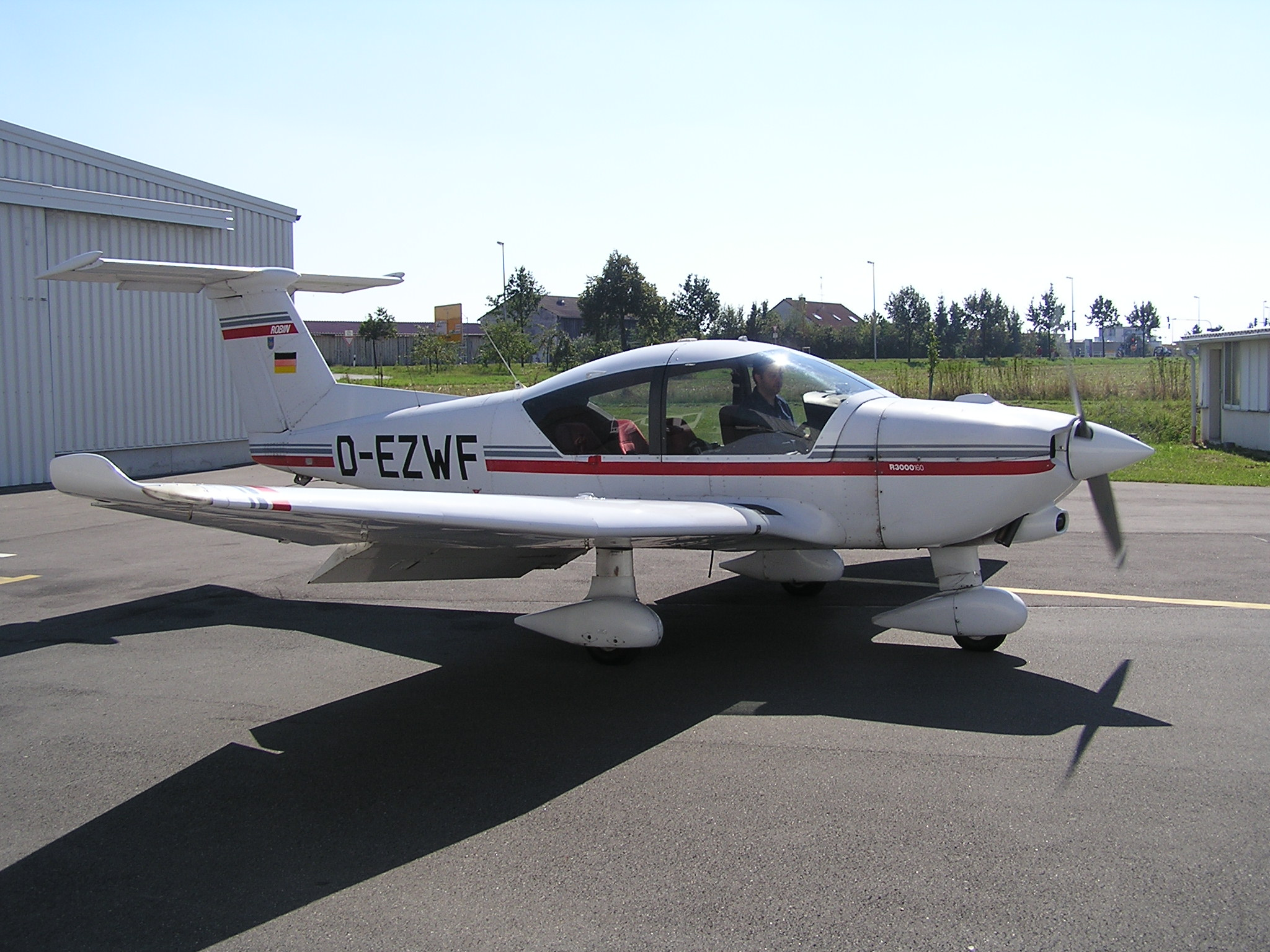
Robin R3000-160

Die Robin R3000 ist ein einmotoriges Motorflugzeug in Ganzmetallbauweise des Herstellers Avions Robin, der 1988 von Apex Aircraft (Apex Group) übernommen wurde. Das Flugzeug ist ein Tiefdecker mit einem T-Leitwerk und festem Fahrwerk.
Die R3000 wurde in mehreren Versionen auf den Markt gebracht:
- R3000-120 mit einem 88 kW (116 PS) Lycoming O-235-N2A oder -L2A Motor
- R3000-140 mit einem 119 kW (160 PS) Lycoming O-320-D2A Motor
- R3000-160 mit einem Lycoming O-360-A3A Motor, limitiert auf 119 kW (160 PS)
- R3000-180 mit einem Lycoming O-360-A3A Motor

## Technische Daten (R3000-160)
- Sitzplätze: 4
- Spannweite: 9,81 m
- Länge: 7,51 m
- Höhe: 2,66 m
- Flügelfläche: 14,5 m²
- Leergewicht: 650 kg
- MTOW: 1150 kg
- Höchstgeschwindigkeit: 318 km/h; 171kt
- Reisegeschwindigkeit: 252 km/h; 138kt
- Steigrate: 267 ft/min
- Gipfelhöhe: 4570 m
- Reichweite: 1490 km